# Guzmania strobilantha
Guzmania strobilantha là một loài thực vật có hoa trong họ Bromeliaceae. Loài này được (Ruiz & Pav.) Mez mô tả khoa học đầu tiên năm 1896.